# Фауна Ирландии

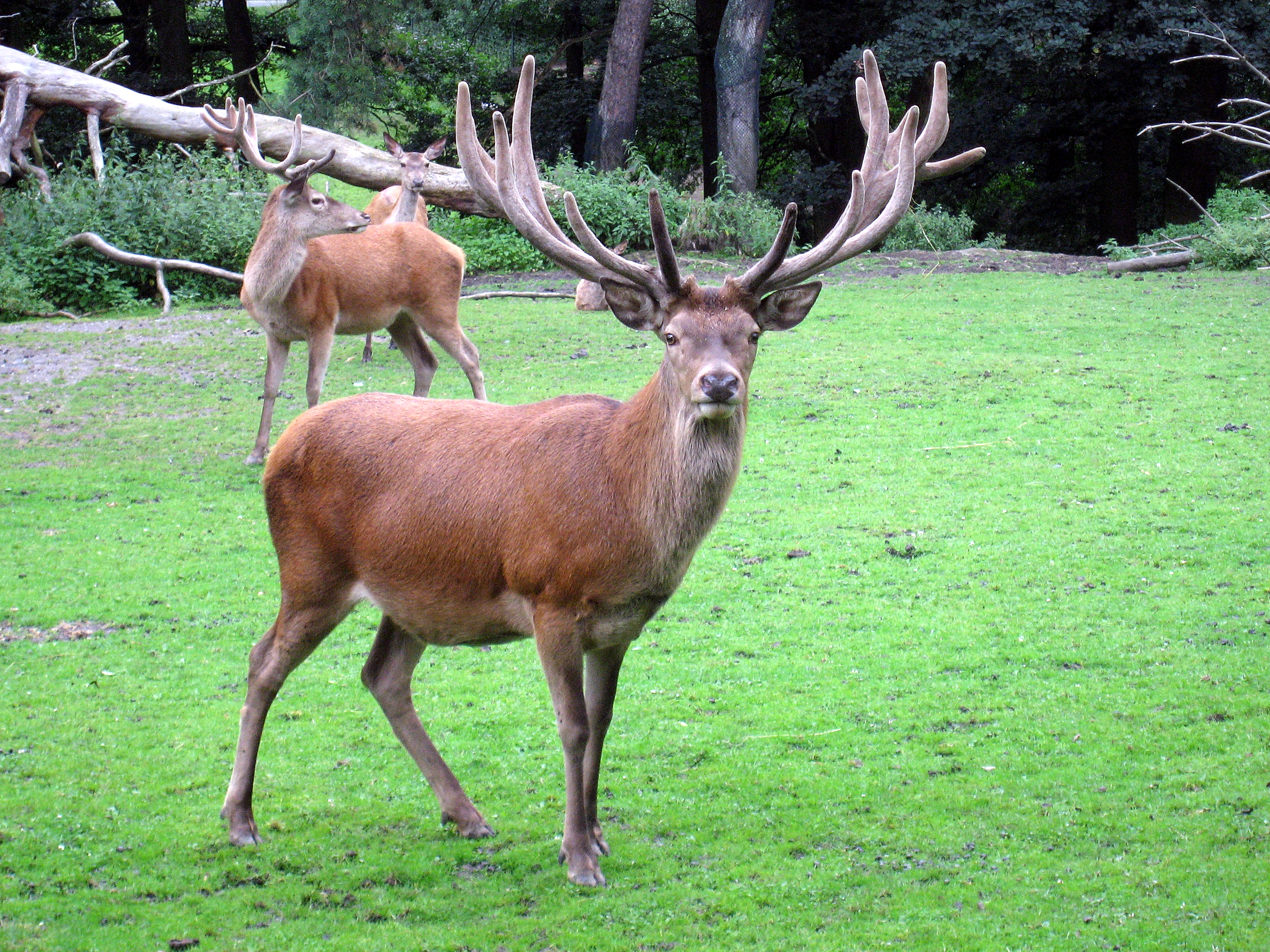
Благородный олень

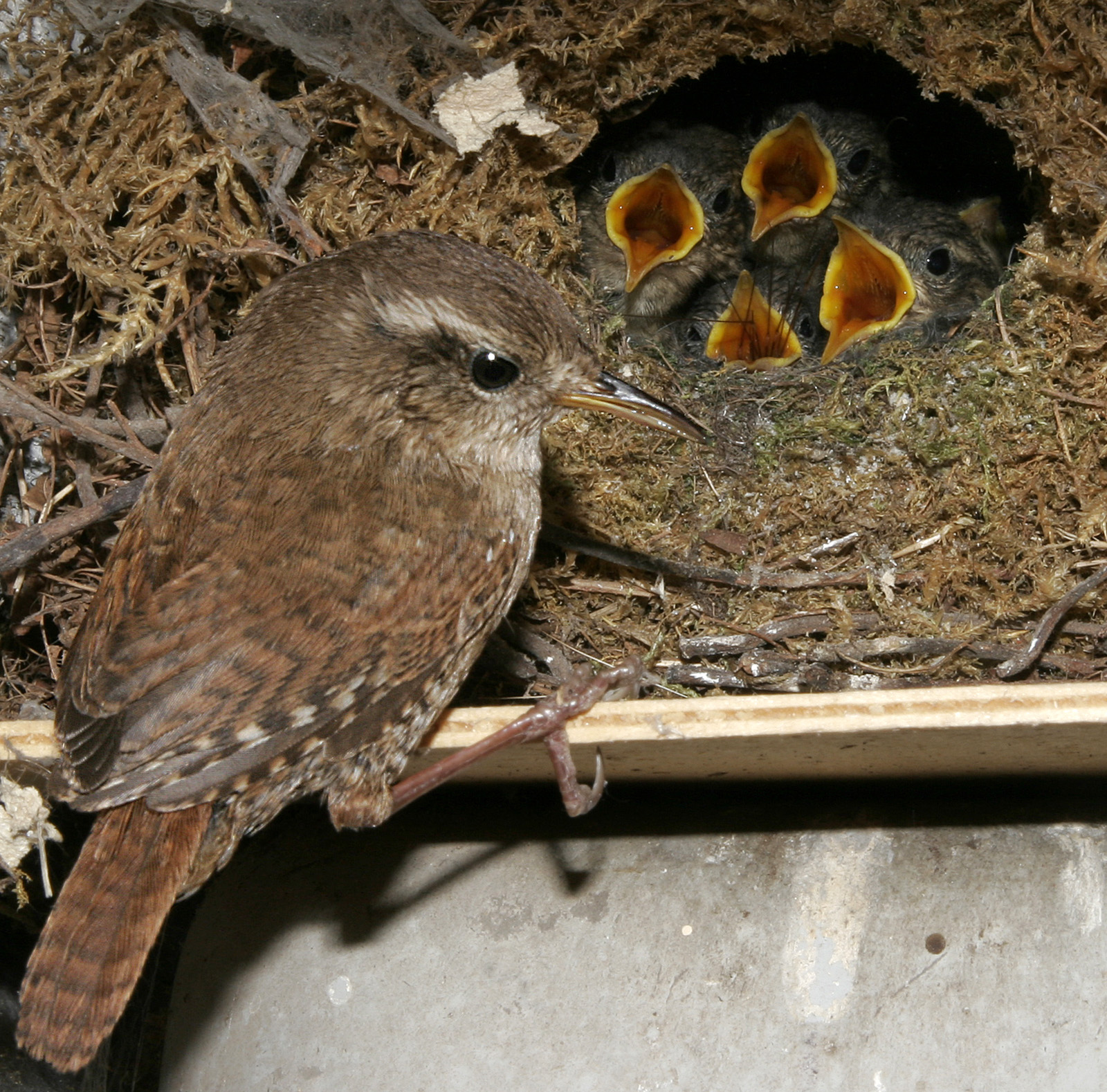
Крапивник (Troglodytes troglodytes) занимает высокое положение в ирландском фольклоре, он — «царь всех птиц», но в старинной легенде о Святом Стефане крапивник — злодей.

Животный мир Ирландии беднее, чем Великобритании и континентальной Европы. В Ирландии обитают всего 2 вида наземных рептилий и 3 вида амфибий, 26 видов млекопитающих и 10 видов пресноводных рыб.

## Млекопитающие
Из 26 видов наземных млекопитающих, обитающих в Ирландии, некоторые, такие как красная лиса, европейский ёж, горностай, выдра, малая бурозубка (землеройка) и барсук достаточно обычны, тогда как другие, такие как заяц-беляк (особого ирландского подвида), благородный олень, лесная куница и даже обыкновенные белки, встречаются довольно редко, преимущественно только в некоторых национальных парках. Интродуцированные виды, такие как европейский кролик, каролинская белка и крыса-пасюк, широко распространены. Каролинская белка была завезена из Северной Америки и активно вытесняет европейских обыкновенных «красных» белок, ставших редкими. Кроме того, в Ирландии отмечены десять видов летучих мышей.

## Птицы
Фауна птиц Ирландии включает около 400 видов. Многие из этих видов являются перелетными. Например, некоторые арктические птицы зимуют в Ирландии. А такие птицы, как деревенские ласточки, прилетают каждую весну из Африки для гнездования. Многие виды птиц, которые обычны для Англии и Европейского континента, в Ирландии отсутствуют или лишь изредка залетают. Это серая неясыть, буроголовая и черноголовая гаичка, поползень и все виды дятлов, за исключением недавно появившегося большого пестрого дятла.Все эти виды оседлы, и их отсутствие может быть связано с ранней изоляцией Ирландии после окончания Ледникового периода.
Хотя общее число видов птиц, размножающихся в Ирландии, меньше, чем в Англии и континентальной Европе, что объясняется меньшим разнообразием мест обитания, Ирландия обладает крупными популяциями некоторых птиц, которые повсеместно снижают численность. Это розовая крачка (Sterna dougallii), клушица и коростель. У четырех видов птиц есть специфические ирландские подвиды. Это синица-московка (Parus ater hibernicus), оляпка (Cinclus cinclus hibernicus), сойка (Garrulus glandarius hibernicus) и белая куропатка (Lagopus lagopus hibernicus).
Самые распространенные виды — крапивник, зарянка, черный дрозд и зяблик, они встречаются на 90 % территории страны. Грач, скворец, большая синица и лазоревка также очень обычны. Численность обыкновенной пустельги, стрижей, полевого жаворонка и дрозда-дерябы последние годы снижается.
Морская орнитофауна Ирландии очень богата. Много крупных колоний морских птиц, разбросанных вокруг береговой линии, такие как на островах Селтии (Saltee), на скалах Скеллиг-Майкл и островах Коупленд.
Беркут был недавно реинтродуцирован в графстве Донегол после десятилетий минувших с его исчезновения в Ирландии. В 2007 г. вновь появился орлан-белохвост после 200 лет отсутствия. Проводится программа по сохранению мест обитания для зимующих круглоносых плавунчиков.
В юго-восточной части графства Уэксфорд на северной стороне Уэксфордского залива недалеко North Slob находится зимовка 10000 белолобых гусей, прилетающих из Грендландии (это одна треть мировой популяции). Летом Lady’s Island Lake — важнейшее гнездовье крачек, в особенности розовой крачки. Три четверти мировой популяции светлобрюхой (европейской) черной казарки зимует в лагуне Странгфорд-Лох в графстве Даун в Северной Ирландии.

## Рептилии и амфибии
Только один вид наземных рептилий — живородящая ящерица — является для Ирландии местным. Веретеница (безногая ящерица) была завезена человеком и редко встречается на очень ограниченной территории в графстве Клэр. У западного побережья нередко замечают пять видов морских черепах (но на берегу они появляются крайне редко). Это кожистые и зеленые черепахи, бисса, каретта и атлантическая ридлея.
Для Ирландии характерно полное отсутствие змей. Существует легенда, что святой Патрик изгнал их с острова в море после того, как они досаждали ему во время 40-дневного поста на вершине одного из холмов. В действительности змеи исчезли во время последнего цикла оледенения 100 тыс. — 10 тыс. лет назад.
Из амфибии в Ирландии встречаются обыкновенный тритон, травяная лягушка и камышовая жаба. Неясно, относится ли лягушка к местным видам: по некоторым свидетельствам, ее завезли в XVIII веке. Камышовая жаба встречается только в нескольких местах в графстве Керри и на западе графства Корк.

## Рыбы
У побережья Ирландии водятся треска, скумбрия, сельдь, камбала и сардины. Из семейства лососёвых встречаются  кумжа и арктический голец.

## Насекомые
Из насекомых обитают северная стрекоза, подёнки и веснянки.

## Вымирание видов
Список видов, которые вымерли в Ирландии в историческое время, включает бескрылую гагарку, бобра и дикого лесного кота. Последний волк в Ирландии был убит Джоном Уотсоном Беллидартоном (Ballydarton), в графстве Карлоу в 1786 году. Такие хищные птицы, как беркут, орлан-белохвост и красный коршун, были вновь реинтродуцированы в национальных парках после отсутствия в течение 90–200 лет.

## Программы реинтродукции
В 2001 году популяция беркута была восстановлена в национальном парке Гленвех после 90 лет отсутствия в Ирландии. В общей сложности в Ирландии начиная с 2001 года были выпущены на свободу 46 беркутов. В 2007 году первый птенец беркута вылупился в естественной среде обитания после почти векового перерыва. В 2006 г. 30 особей красного коршуна, происходящих из Уэльса, выпустили в горах Уиклоу. Шесть недель спустя один из них был убит охотником, в теле птицы были обнаружены 8 дробинок. Первый птенец красного коршуна появился в 2010 году. В 2007 году в Ирландию вернулся орлан-белохвост, 6 молодых птиц были выпущены в национальном парке Килларни после отсутствия в течение 200 лет. Всего было выпущено 15 особей в общей сложности. Есть планы восстановления популяции серого журавля. В то время как скопа и болотный лунь медленно восстановили свою численность в Ирландии естественным путём.